# 베르사유 대성당

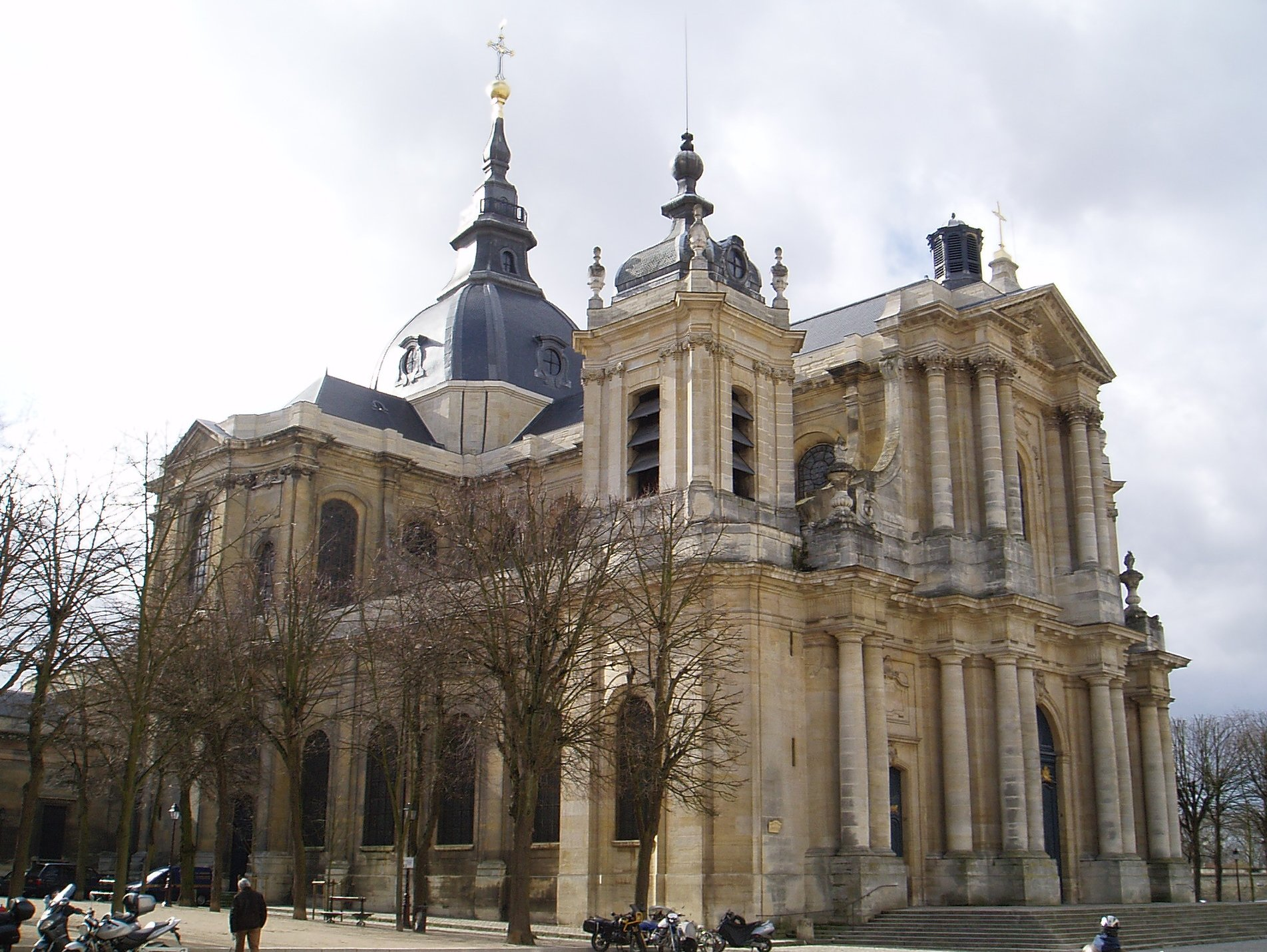
베르사유 대성당

베르사유 대성당(프랑스어: Cathédrale Saint-Louis de Versailles)은 프랑스 베르사유에 있는 로마 가톨릭교회의 대성당이다. 베르사유 교구장의 주교좌가 소재해 있으며, 1790년 성직자기본법에 따라 설정된 것을 1801년 정교 조약에서 법적 지위가 인정되었다.
본래 이 대성당은 성 루이 본당으로 건축되었지만, 베르사유 교구가 새로 설정되면서 주교좌 성당으로 지위가 격상되었다. 성당은 18세기 중반에 지어진 것으롯, 머릿돌은 1743년 6월 12일 루이 15세 국왕이 설치하였다. 그리고 완공된 성당의 봉헌식은 1754년 8월 24일에 거행되었다. 건축은 프랑스의 유명한 건축가 쥘 아르두앙 망사르의 손자 자크 아르두앙 망사르(1711-1778)가 담당하였다.
프랑스 혁명 기간 동안에는 풍요의 신전으로 이용되어 심각하게 훼손되었다.
혁명 이후 기존의 노트르담 드 베르사유 성당 대신 이곳이 대성당으로 이용되었지만, 성당 축성은 매우 지체되어, 1843년 베르사유 제3대 교구장 루이 마리 에드몽 블랑카르 드 바이리을 주교에 의해 마침내 이루어졌다.

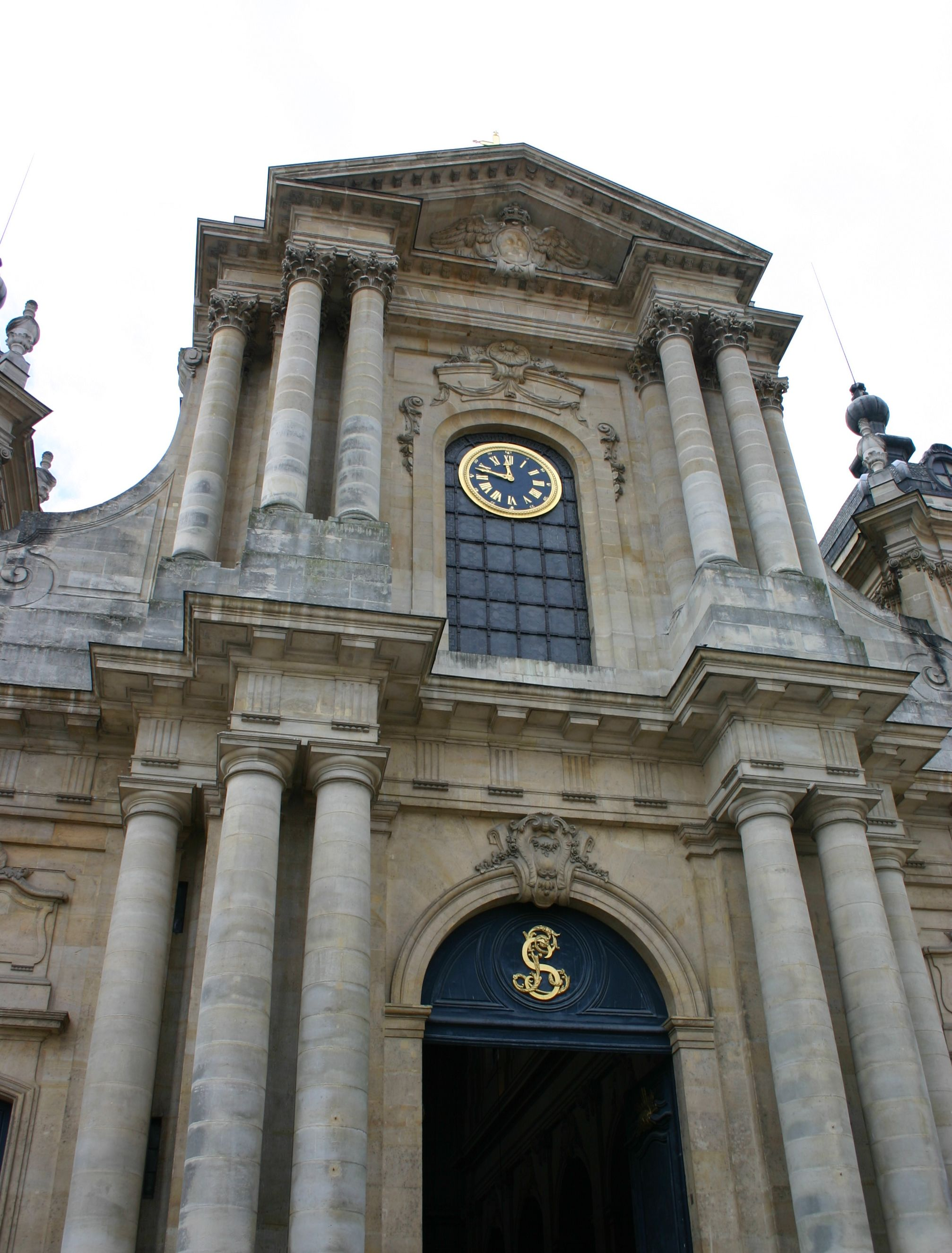
대성당 정면 외관
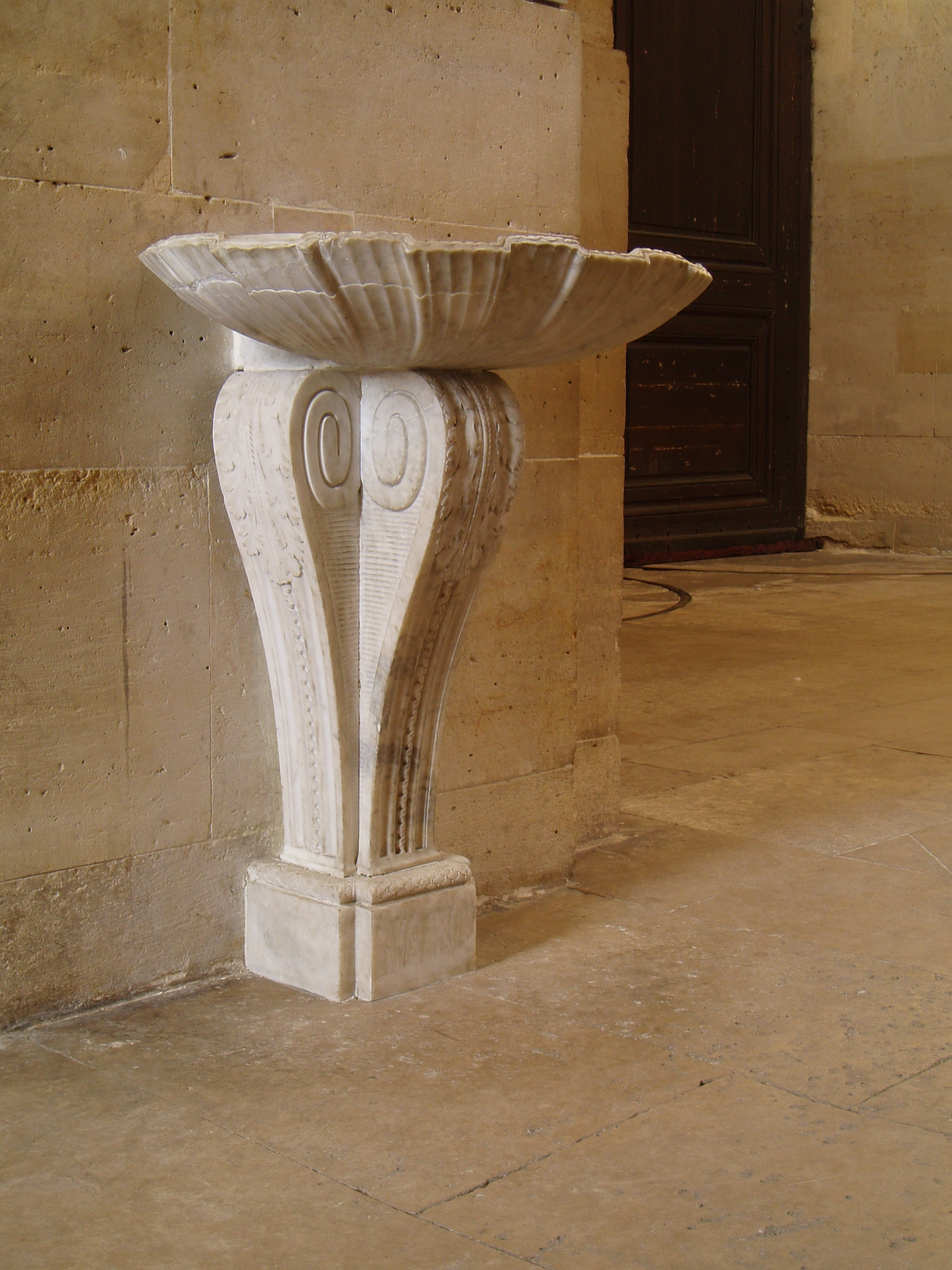
성수대
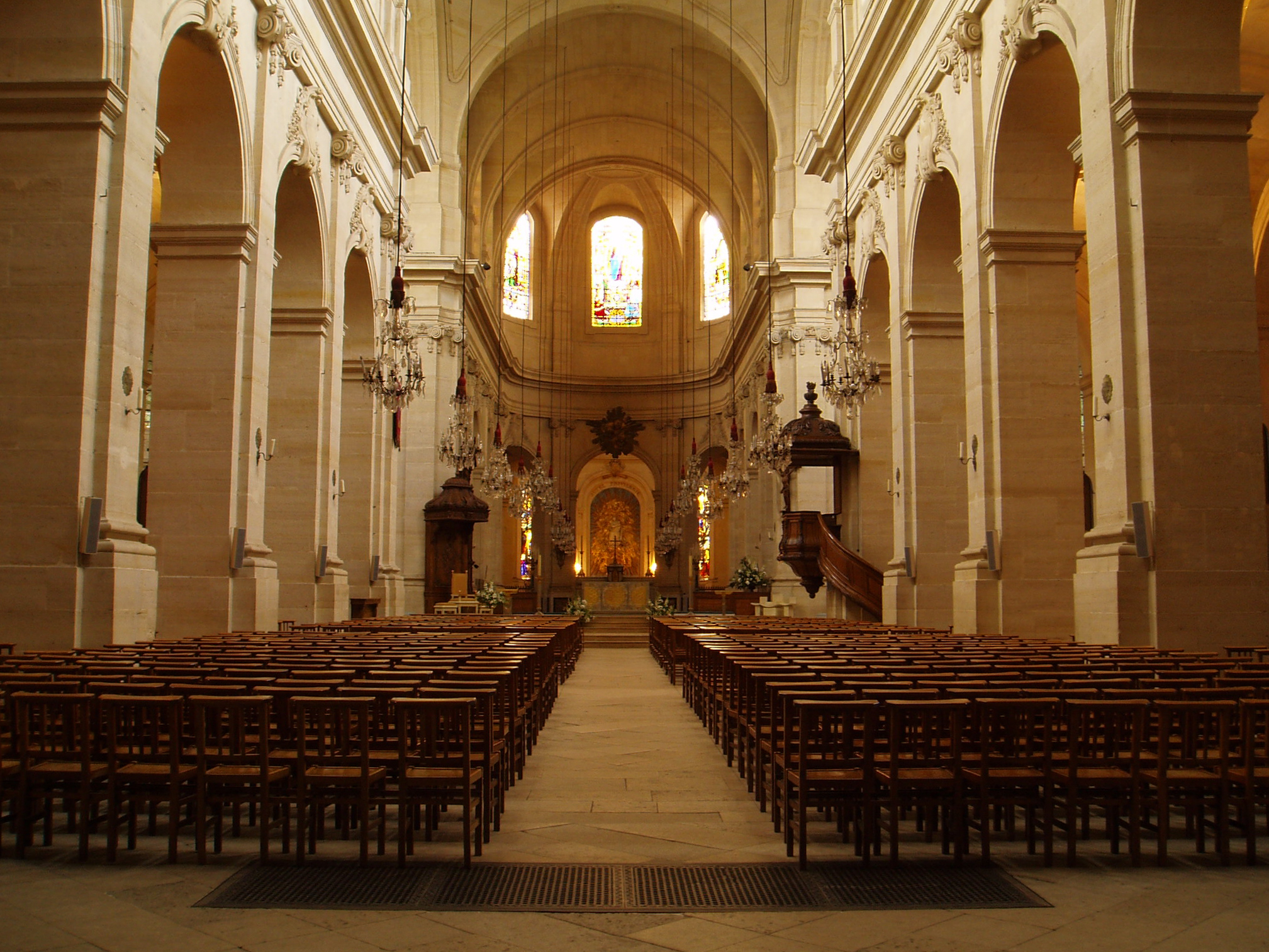
대성당 내부 회중석
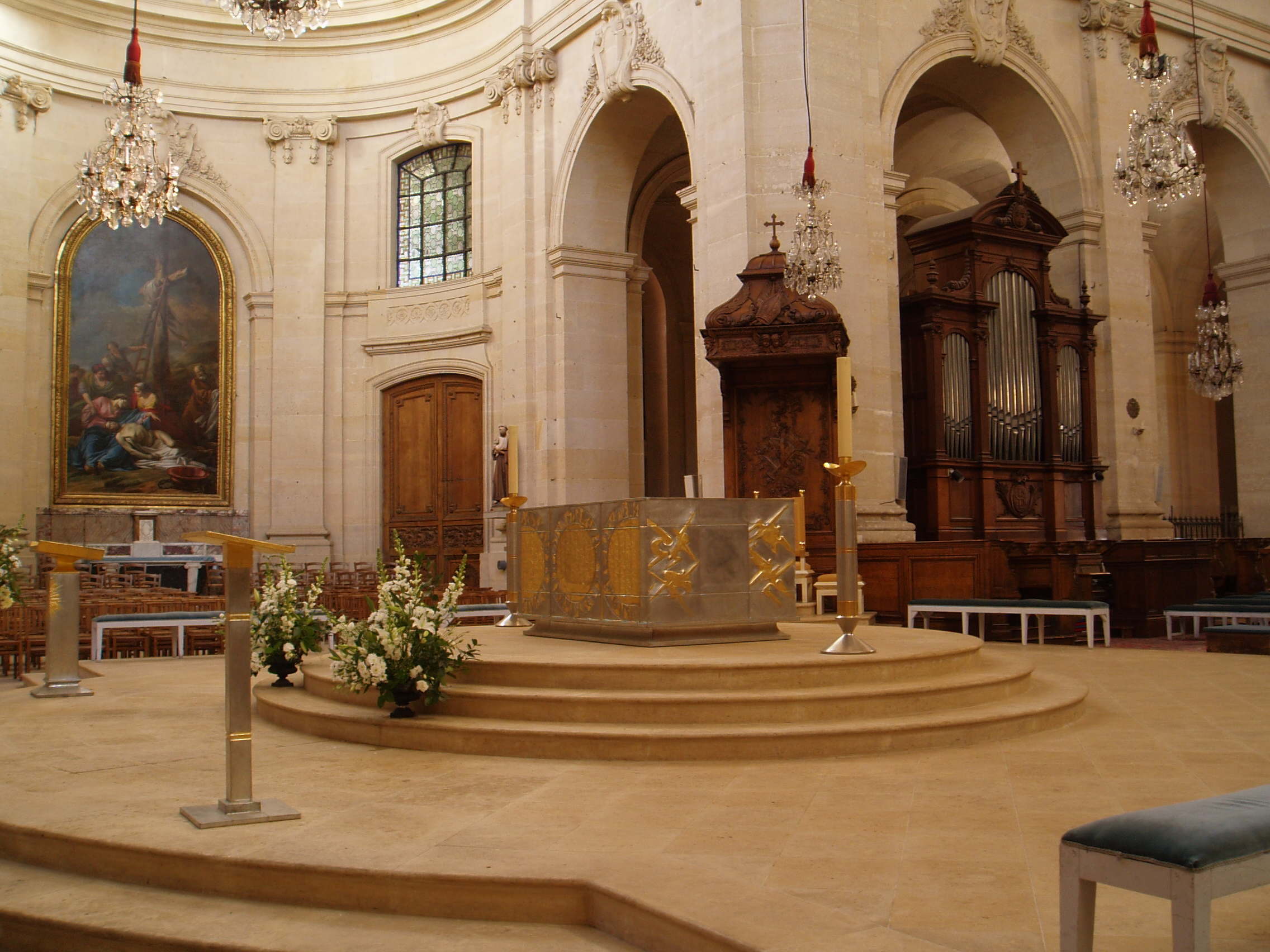
중앙 제대
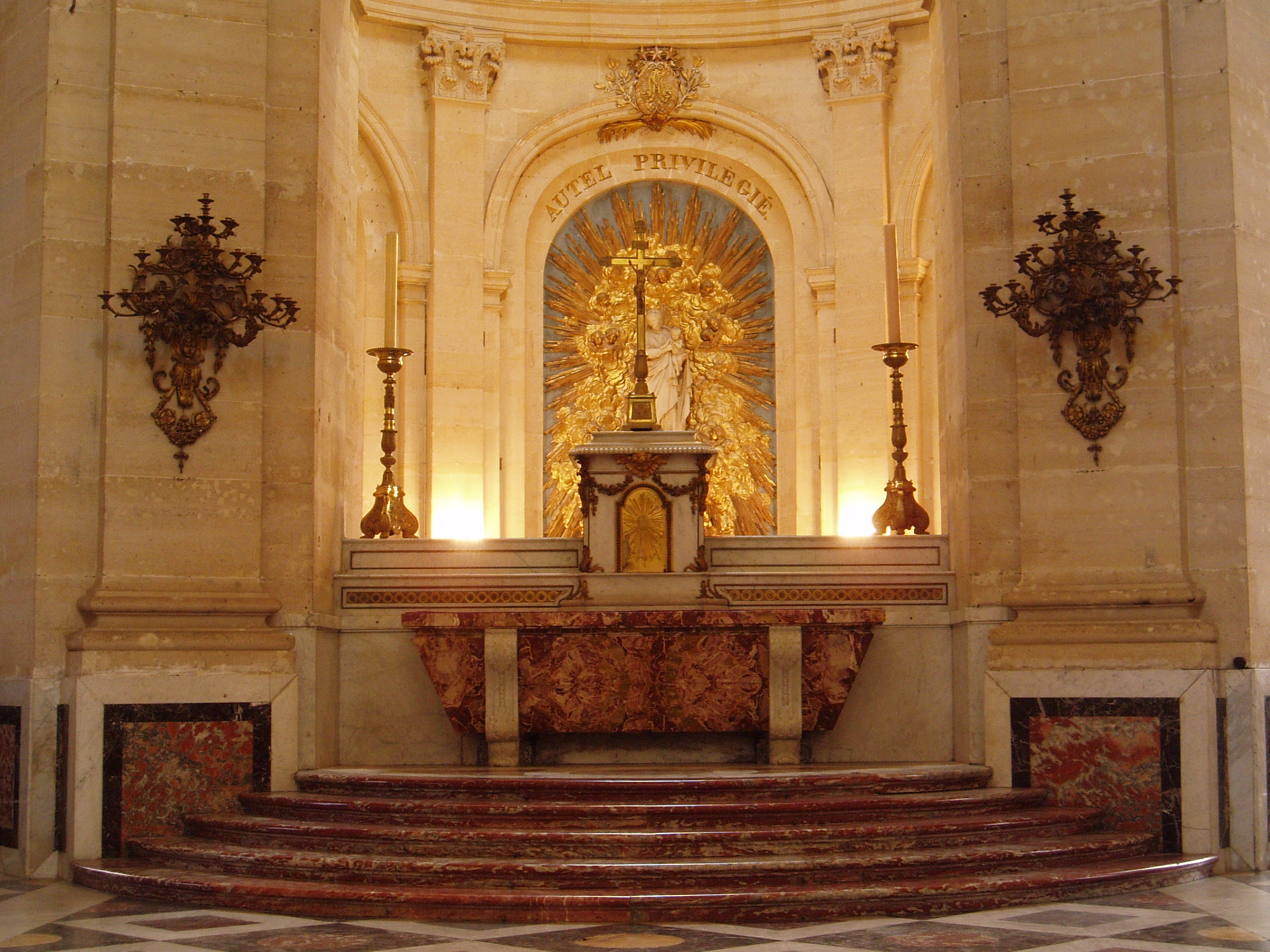
감실
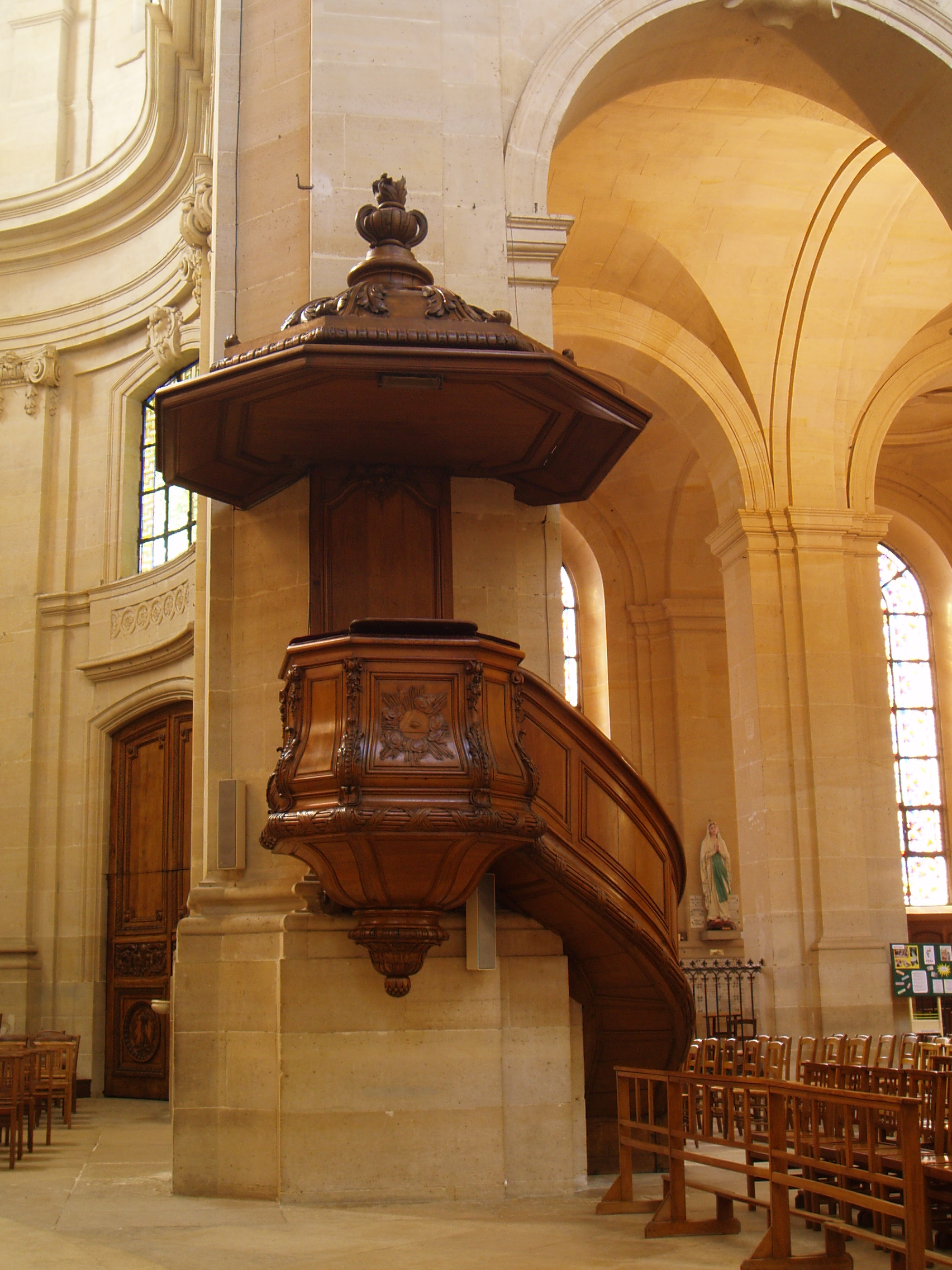
강론대
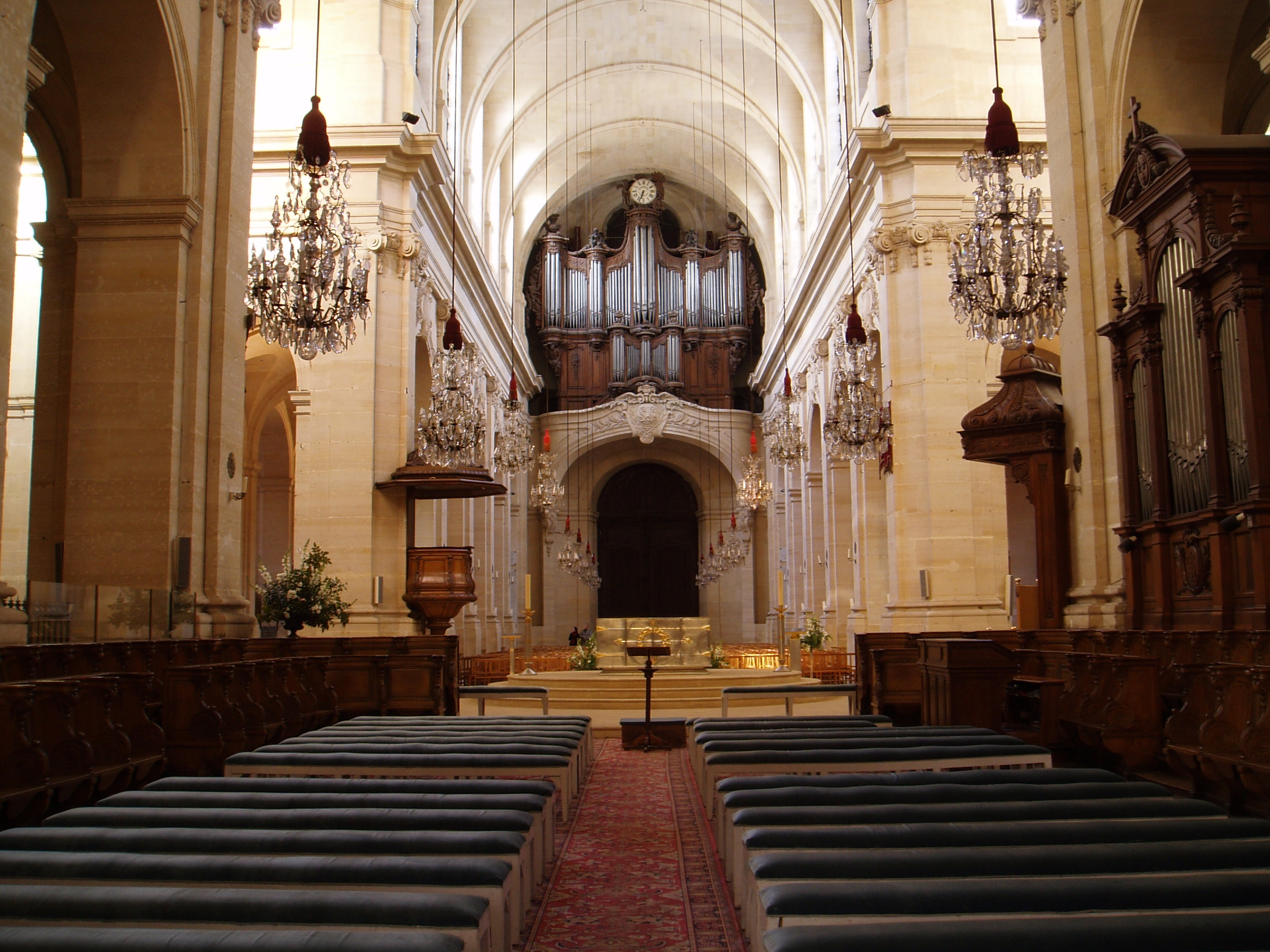
파이프 오르간
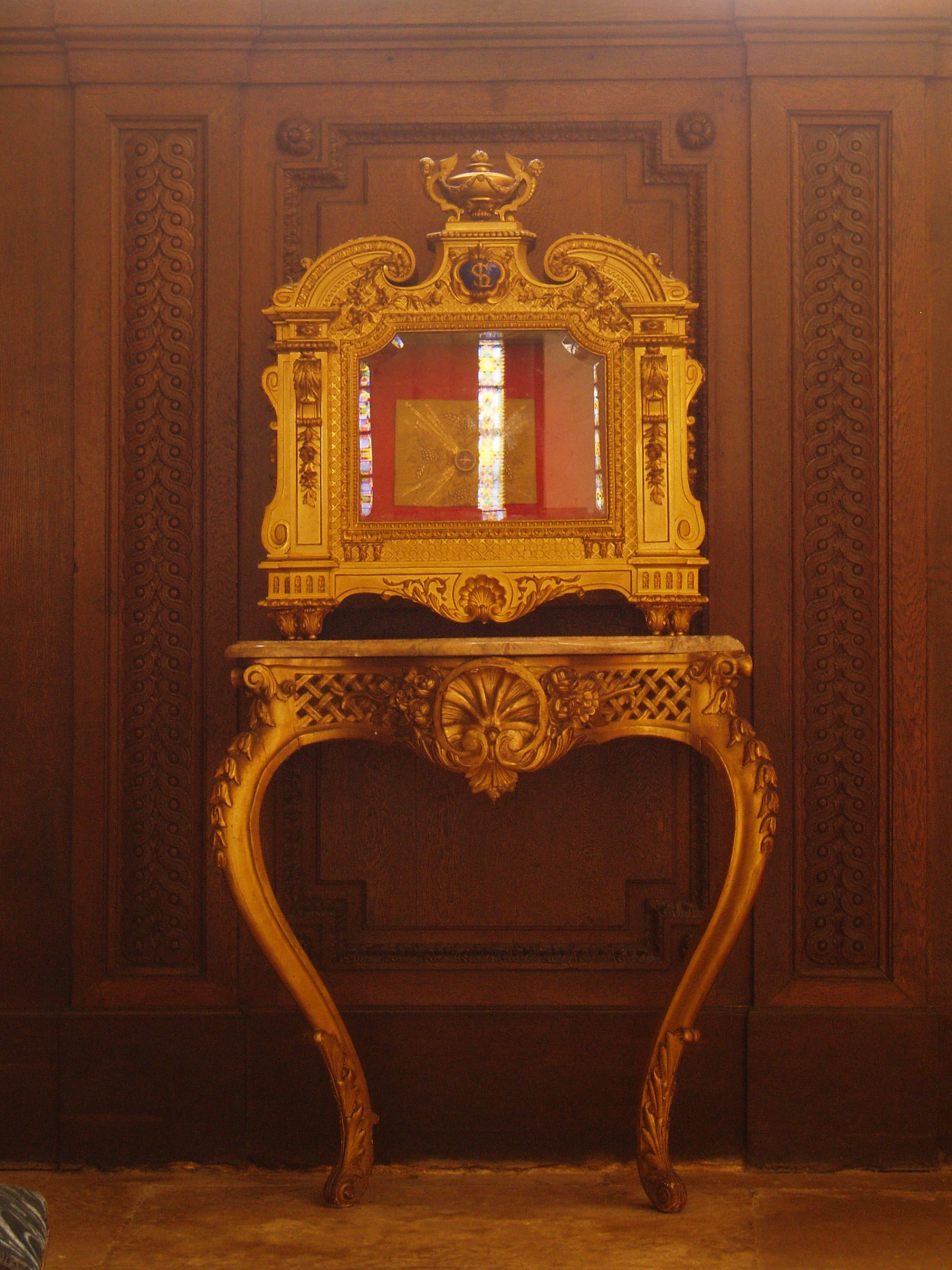
성 루이의 유해